# Perkinsiella papuensis
Perkinsiella papuensis är en insektsart som beskrevs av Frederick Arthur Godfrey Muir 1911. Perkinsiella papuensis ingår i släktet Perkinsiella och familjen sporrstritar. Inga underarter finns listade i Catalogue of Life.